# CLCN7
염화 이온 채널 7 알파 서브 유닛(Chloride Channel 7 Alpha Subunit) 또는 H+/Cl- 교환 수송체 7은 인간의 CLCN7에 의해 암호화되는 유전자에서 발현되는 단백질이다. 멜라노사이트 세포에서 이 유전자는 작은 안구증 연관 전사 요소에 의해 조절된다.

## 임상적 의의
CLCN7 유전자의 돌연변이는 뼈의 희귀병인 상염색체 우성 골수증 2형과 관련이 있는 것으로 보고되었다.

## 참고
- 염화 이온 채널